# Буров, Илья Алексеевич
Илья Алексеевич Буров (род. 13 ноября 1991, Ярославль) — российский фристайлист, выступающий в лыжной акробатике, двукратный бронзовый призёр Олимпийских игр (2018, 2022). Член сборной России с 2011 года. Заслуженный мастер спорта России (2018).

## Карьера
Родился 13 ноября 1991 года в Ярославле. Младший брат — трёхкратный чемпион мира по фристайлу в акробатике Максим Буров.
Дебютировал на Кубке Европы по фристайлу в январе 2009 года, на Кубке мира — в январе 2011 года в Мон-Габриэле вместе с Павлом Кротовым, с которым обучались в одной ДЮСШ. В 2014—2018 гг. шесть раз становился призёром этапов Кубка мира (по три вторых и третьих места). Участник Олимпиады 2014 года в Сочи. Выступает за Московскую и Ярославскую область, ШВСМ.
Тренеры: Понгильский А. Н., Брикман И. М. Воспитанник ДЮСШ № 3 (Ярославль).
В 2016 г. окончил факультет физической культуры Ярославского государственного педагогического университета им. К. Д. Ушинского.
На зимних Олимпийских играх 2018 года в Пхёнчхане завоевал бронзовую медаль в акробатике. Спустя 4 года на Играх в Пекине вновь стал третьим в акробатике.

## Награды
- Медаль ордена «За заслуги перед Отечеством» I степени (25 февраля 2022 года) — за высокие спортивные достижения, волю к победе, стойкость и целеустремлённость, проявленные на XXIIV Олимпийских зимних играх 2022 года в городе Пекине (Китайская Народная Республика)[3];
- Медаль ордена «За заслуги перед Отечеством» 2-й степени (28 февраля 2018) — за высокие спортивные достижения на XVIII Олимпийских зимних играх 2018 года в городе Пхенчхане (Республика Корея), проявленные волю к победе, стойкость и целеустремленность[4].